# Elżbieta Lipińska

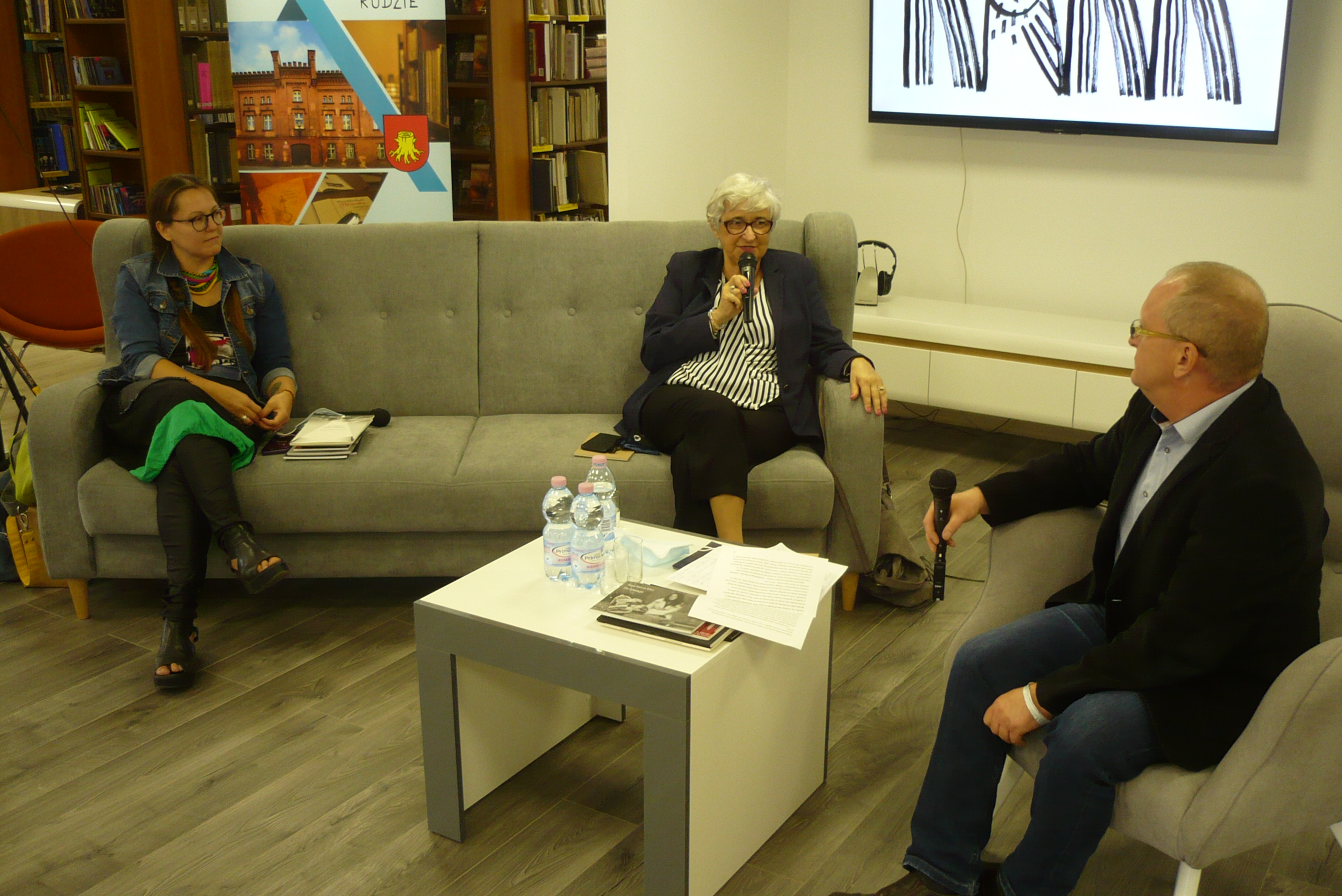
Beata Patrycja Klary, Elżbieta Lipińska, Karol Maliszewski, VI Festiwal Góry Literatury, Nowa Ruda, 2020

Elżbieta Lipińska (ur. 23 września 1946 w Warszawie) – polska poetka.
Od roku 1953 mieszka we Wrocławiu, gdzie pracuje jako prawnik. W roku 2011 otrzymała Grand Prix Tyskiej Zimy Poetyckiej za projekt tomu pt. Rejestry. Wiersze publikowała na łamach następujących czasopism: Autograf, Red., Fraza, Cegła, Wakat, Helikopter OPT, Notatnik satyryczny, Portret, Odra, Arterie, Korespondencja z ojcem, Gazeta Wyborcza, Rita Baum. Jej utwory były przekładane na język angielski, a także ukraiński.

## Publikacje
- Książki poetyckie
  - Pożegnanie z czerwienią, MaMiKo, Nowa Ruda 2007, ISBN 978-83-6022-417-5.
  - Maj to łagodny miesiąc, Wydawnictwo Polnord-Oskar, Gdańsk 2008, ISBN 978-83-89923-38-7.
  - Rejestry, Biblioteka Tyskiej Zimy Poetyckiej, Teatr Mały, Tychy 2011, ISBN 978-83-89923-38-7.
  - Na końcu języka, MaMiKo, Nowa Ruda 2013, ISBN 978-83-639-0608-5.
  - Kamienie[5], Fundacja na rzecz Kultury i Edukacji im. Tymoteusza Karpowicza, Wrocław 2017, ISBN 978-83-946697-2-0.
  - O obrotach, K.I.T. Stowarzyszenie Żywych Poetów, Brzeg 2021, ISBN 978-83-61381-57-0.
- Antologie
  - Anthologia #2. New Polish Poets, Zeszyty Poetyckie/OFF Press, Londyn 2010
  - Villanella od Anonima do Barańczaka, Wydawnictwo Uniwersytetu Śląskiego, Katowice 2006
  - Wschód-Zachód. Wiersze z Ukrainy i dla Ukrainy, Antologia Miejskie Centrum Kultury w Bydgoszczy Bydgoszcz 2014
  - Przewodnik po zaminowanym terenie, t. 1 (Wrocław 2016) i t. 2 (Wrocław 2021)
  - Nielegalny prąd, Wrocław 2016